# Васселон, Анри-Капре
Анри́-Капре́ Вассело́н (фр. Henri-Caprais Vasselon M.E.P., 1.04.1854 г., Франция — 7.03.1896 г., Осака, Япония) — католический прелат, епископ Осаки с 18 августа 1893 года по 7 марта 1896 год, член миссионерской конгрегации «Парижское общество заграничных миссий».

## Биография
22 апреля 1877 года Анри-Капре Васселон был рукоположён в священника в миссионерской конгрегации «Парижское общество заграничных миссий», после чего он был отправлен на Дальний Восток.
18 августа 1893 года Римский папа Лев XIII назначил Анри-Капре Васселона епископом Осаки. 30 ноября 1893 года состоялось рукоположение Жюля-Огюста Шатрона в епископа, которое совершил архиепископ Токио Пьер-Мари Осу в сослужении с епископом Нагасаки Жюлем-Альфонсом Кузеном и епископом Хакодате Александром Берлё.
Скончался 7 марта 1896 года в городе Осака.